# Poeta ante la Cruz
Poeta ante la Cruz es un acto religioso y cultural organizado por la Real Cofradía del Cristo Yacente de la Misericordia y de la Agonía Redentora de Salamanca desde 1986. Cada año la cofradía designa a un poeta que declama sus versos ante el Cristo de la Agonía redentora la tarde del Domingo de Pasión. Las composiciones poéticas se intercalan con las intervenciones de un coro.
La celebración tiene lugar en la Catedral Nueva. El acto comienza trasladando la imagen desde la capilla de Nuestra Señora de la Verdad al coro. El Cristo de la Agonía Redentora es llevado sobre los hombros de los hermanos en procesión seguido por el poeta, acompañado por los directivos. Finalizado el acto una procesión final devuelve la imagen a la capilla. Los poemas contienen reflexiones personales de los autores sobre el sufrimiento y muerte de Cristo, distintos pasajes de la Pasión, diálogos con Dios y también obras dedicadas al Cristo de la Agonía Redentora,

## Historia
La idea de organizar el acto fue de Ángel Ferreira, hermano mayor de la cofradía, cuando en 1986 la cofradía, fundada dos años antes, no contaba aún con hermanos suficientes para realizar su primer desfile. Se optó por retrasar un año la primera salida procesional, pero se propuso al cabildo catedralicio trasladar la imagen del Cristo al coro de la Catedral y que allí un poeta recitase sus versos sobre la Pasión a modo de oración. El canónigo Victoriano García Pilo propuso incorporar un coro al acto, que fuese intercalando motetes y cantos penitenciales entre poema y poema. Con esta estructura nació el acto del Poeta ante la Cruz, celebrándose por primera vez el Domingo de Pasión de 1986 con los versos de Jesús Ricardo Rasueros y la música de la coral Cristóbal de Morales. El acto constituyó la presentación pública de la cofradía ante la sociedad y el resto de hermandades de la Semana Santa salmantina.
En 1987 estaba prevista la intervención De Francisco Soto del Carmen como poeta, pero una enfermedad se lo impidió y, en su lugar, Antonio Lucas Verdú hizo un recorrido por textos de distintos poetas que habían meditado sobre la Pasión en sus obras. En 2002 José María Sánchez Terrones leyó textos de Unamuno.
En 2011, coincidiendo con el 25 aniversario de la cofradía se publicaron los poemarios celebrados hasta la fecha, excepto el de 1986 que se había perdido, en el libro Poeta ante la Cruz, publicado por la Diputación de Salamanca. El hallazgo en 2021 de los manuscritos originales de Jesús Ricardo Rasueros para el acto de 1986, permitió la edición de este texto para incluirlo en él recopila torio de la Diputación.
En 2020 debido al confinamiento el acto no pudo celebrarse en la fecha prevista, trasladándose al mes de octubre. En 2021 se recuperó la celebración del acto en su fecha tradicional, con versos a cargo de Antonio Praena y en el mes de octubre se celebró una acto extraordinario de la celebración para celebrar la recuperación de los versos perdidos de la primera edición de 1986, con la lectura de los poemas originales de Jesús Ricardo Rasueros realizada por Luis Felipe Delgado Castro.

## Poetas ante la Cruz
Los poetas que han participado en el acto son:
| Año  | Poeta                                                       |
| ---- | ----------------------------------------------------------- |
| 1986 | Jesús Ricardo Rasueros                                      |
| 1987 | Antonio Lucas Verdú                                         |
| 1988 | José Ledesma Criado                                         |
| 1989 | José Manuel Ferreira Cunquero                               |
| 1990 | María José Boyero Rodríguez                                 |
| 1991 | Charo de Irureta Rodríguez                                  |
| 1992 | Pedro Hernández Puerto                                      |
| 1993 | Isidro Marcos de Paúl                                       |
| 1994 | María de los Ángeles González Recio                         |
| 1995 | Raúl Vacas Polo                                             |
| 1996 | Pilar Ballestero Blázquez                                   |
| 1997 | Antonio Bravo López                                         |
| 1998 | José Manuel Regalado García                                 |
| 1999 | José Luis Martínez Garvín                                   |
| 2000 | Josefina Verde Ropero                                       |
| 2001 | María Ángeles P. Ballestero                                 |
| 2002 | José María Sánchez Terrones                                 |
| 2003 | Asunción Escribano Hernández                                |
| 2004 | Luis Frayle Delgado                                         |
| 2005 | Juan Polo Laso                                              |
| 2006 | Juan José Sánchez Benito                                    |
| 2007 | Ángel María de Pablos Aguado                                |
| 2008 | Mercedes Marcos Sánchez                                     |
| 2009 | Antonio Sánchez Zamarreño                                   |
| 2010 | José Amador Martín Sánchez                                  |
| 2011 | Máximo Cayón Diéguez                                        |
| 2012 | José González Torices                                       |
| 2013 | Emilio Rodríguez González                                   |
| 2014 | Soledad Sánchez Mulas                                       |
| 2015 | José Frank Rosario                                          |
| 2016 | José Luis Puerto                                            |
| 2017 | Isabel Bernardo                                             |
| 2018 | Celia Camarero Julián                                       |
| 2019 | Textos de Francisco Mena Cantero leídos por Manuel Ferreira |
| 2020 | Elena DÍez Santana                                          |
| 2021 | Antonio Praena                                              |
| 2022 | Ramiro Merino                                               |
| 2023 | Francisco García Martínez                                   |
| 2024 | Mónica Velasco                                              |
| 2025 | Víctor Herrero de Miguel                                    |